# Jean-Baptiste Quirot
Pour les articles homonymes, voir Quirot.
Jean-Baptiste Quirot (ou Jean-Charles), né le 3 octobre 1757 à Besançon, mort le 24 août 1820 à Lyon, est un avocat et un homme politique de la Révolution française.

## Biographie
La monarchie constitutionnelle, mise en place par la constitution du 3 septembre 1791, prend fin à l'issue de la journée du 10 août 1792 : les bataillons de fédérés bretons et marseillais et les insurgés des faubourgs de Paris prennent le palais des Tuileries. Louis XVI est suspendu et incarcéré avec sa famille à la tour du Temple.  
En septembre 1792, alors accusateur public à Besançon, est élu député du département du Doubs, le premier sur six, à la Convention nationale.  
Il siège sur les bancs de la Plaine. Lors du procès de Louis XVI, il vote « la réclusion, le bannissement à la paix », mais rejette l'appel au peuple et le sursis à l'exécution. En avril 1793, il est absent lors du scrutin sur la mise en accusation de Jean-Paul Marat. En mai, il vote en faveur du rétablissement de la Commission des Douze.  
Après la chute de Robespierre, Jean-Baptiste Quirot adhère à la réaction thermidorienne. En floréal an III (mai 1795), il est élu membre de la Commission des Vingt-et-Un chargée d'examiner la conduite de Joseph Le Bon, député envoyé en mission et proche de Maximilien de Robespierre, accusé d'exactions durant sa mission dans le nord de la France. En fructidor an III (septembre), aux côtés de Paul Barras, de Pierre Colombel, d'Antoine-François Hardy et d'Hugues Monmayou, il est élu membre du Comité de Sûreté générale.  
En brumaire an IV (octobre 1795), Jean-Baptiste Quirot est réélu député du Doubs au Conseil des Cinq-Cents. Il est tiré au sort pour partir en prairial an VI (mai 1798). Républicain modéré, hostile à la fois aux royalistes et aux Jacobins, il joue un rôle actif dans les débats et devient secrétaire de l'assemblée. Réélu député du Doubs le 22 germinal an VI avec 203 voix sur 252 votants, il s'oppose vivement aux royalistes du club de Clichy, défiant même le général Willot en duel (que la police empêche). Se mêlant aux débats sur les opérations électorales, il réclame, en floréal an VI contre la proposition de Bailleul, qui tend à invalider une partie des élections sous prétexte qu'elles auraient été effectuées sous l'influence des « terroristes ». Membre de la majorité favorable à la politique du Directoire, il occupe un temps le siège de président de l'assemblée et défend le 23 fructidor an VIII la décision de déclarer la patrie en danger. 
Opposé au coup d'État du 18 brumaire, il est exclu de l'assemblée et brièvement interné. Retournant à la vie privée, il accepte en 1813 les fonctions de conseiller municipal de Besançon. Puis il est nommé juge de paix d'Autrey (Haute-Saône), poste qu'il conserve sous la Première Restauration. Dépositaire, pendant les Cent-Jours du registre d'adhésion à l'Acte additionnel aux constitutions de l'Empire de 1815, qu'il ne signe que pour le clore, il est saisi par la loi du 12 janvier 1816 sur les régicides ayant soutenu le retour de Napoléon Bonaparte. Ayant obtenu un sursis pour raison de santé, il part le 3 mai avec un passeport pour la Prusse. Toutefois, malade, il doit s'arrêter en Suisse, où il demande son rappel. Le 28 avril 1819, Louis XVIII lui accorde un sursis indéfini. Le 25 mai suivant, Quirot s'installe à Mantoche (Haute-Saône).

### Source
- Adolphe Robert, Gaston Cougny, Dictionnaire des parlementaires français de 1789 à 1889, Paris, Bourloton, 1889, tome 5, de Pyat à Quirot, p. 70, et de Quirot à Ramel de Nogaret, p. 71.